# Шакер-бура
Шакер-бура (азерб. şəkərbura, şəkər — сладкий, bura — пирожок) — азербайджанская сладость в виде небольших пирожков из дрожжевого теста, с рисунком на поверхности и начинкой из молотого лесного ореха, сахара и кардамона.

## Описание
В Азербайджане шакер-бура обычно выпекается во время весеннего праздника Новруз и олицетворяет луну. На Новруз готовят также гогал, олицетворяющий солнце, и пахлаву, олицетворяющую звезду.
С помощью наггаш (специального приспособления, похожего на пинцет) на шакер-буру наносится рисунок в виде пшеничных колосьев и других узоров. Также принято писать на шакер-буре имена членов семьи.

## Изготовление
Тесто для шакер-буры замешивается из пшеничной муки, сливочного масла (или маргарина), молока, яичных желтков и сметаны.
В качестве начинки используются орехи (грецкие или фундук), сахар и кардамон. Очень распространена начинка из миндаля.
Из теста готовят круглые лепешки небольшого размера диаметром в 10 см и вовнутрь кладется та самая начинка из орехов и сахара. Дальше делается фигурный шов в форме косы, рисуются наггашами узор и ставится в печь. Готовится при 180 °С 10—15 минут.
В Дербенте такое лакомство называется «шекер-тыхма». Кардамон в такую начинку не добавляют, а яичные желтки в состав теста не входят.